# Listrognathus coreensis
Listrognathus coreensis là một loài tò vò trong họ Ichneumonidae.